# Guils del Cantó
Guils del Cantó és una entitat de població del municipi de Montferrer i Castellbò, a la comarca de l'Alt Urgell. El poble és a l'esquerra del riu de Guils, a la cara sud de la serra de Sant Magí, al sud-oest del terme municipal. Un branc de la carretera N-260, al seu pas pel port del Cantó, és la seva principal via de comunicació.

## Història

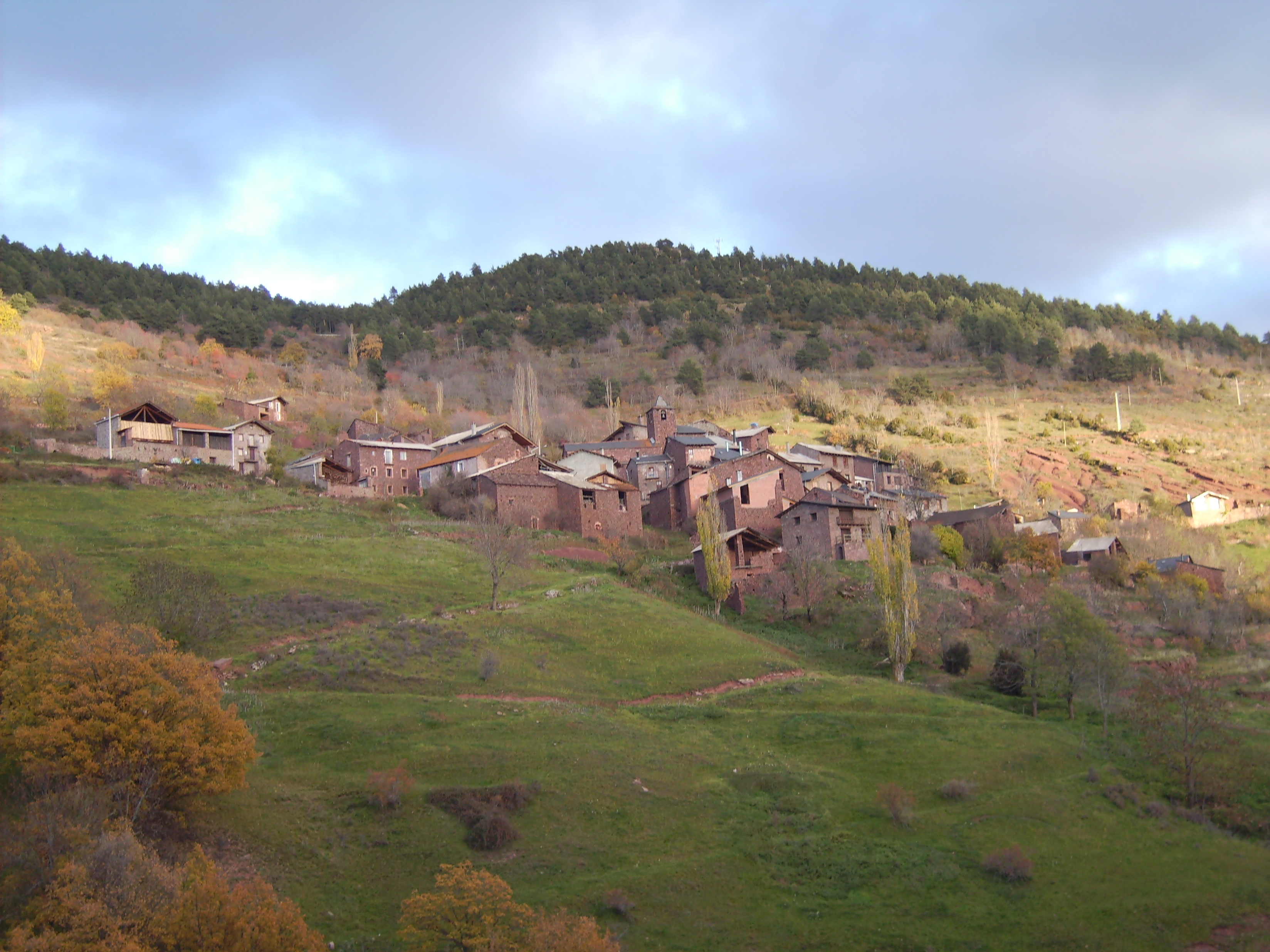
Vista del poble des de l'oest

Guils del Cantó va pertànyer al vescomtat de Castellbò. Integrat en el primer quarter, o de Castellbò, era el cap de l'antic municipi de Guils, juntament amb Vila-rubla, Solans, Rocamora i Sant Magí. Aquests dos darrers, amb el pas del vescomtat a la corona, al segle xvi, ja eren deshabitats. En el cas de Sant Magí no hi ha memòria que algú l'hagués vist mai poblat.
De l'any 1860 hi ha constància documentada de les cabanes de Xacó i de Malgrat, corrals de bestiar i el Mas de Carlos.
El municipi de Guils, de 23km², separat del Pallars Sobirà pel coll del Cantó, va desaparèixer quan va unir-se al de Montferrer i Castellbò l'any 1972.

## Llocs d'interès

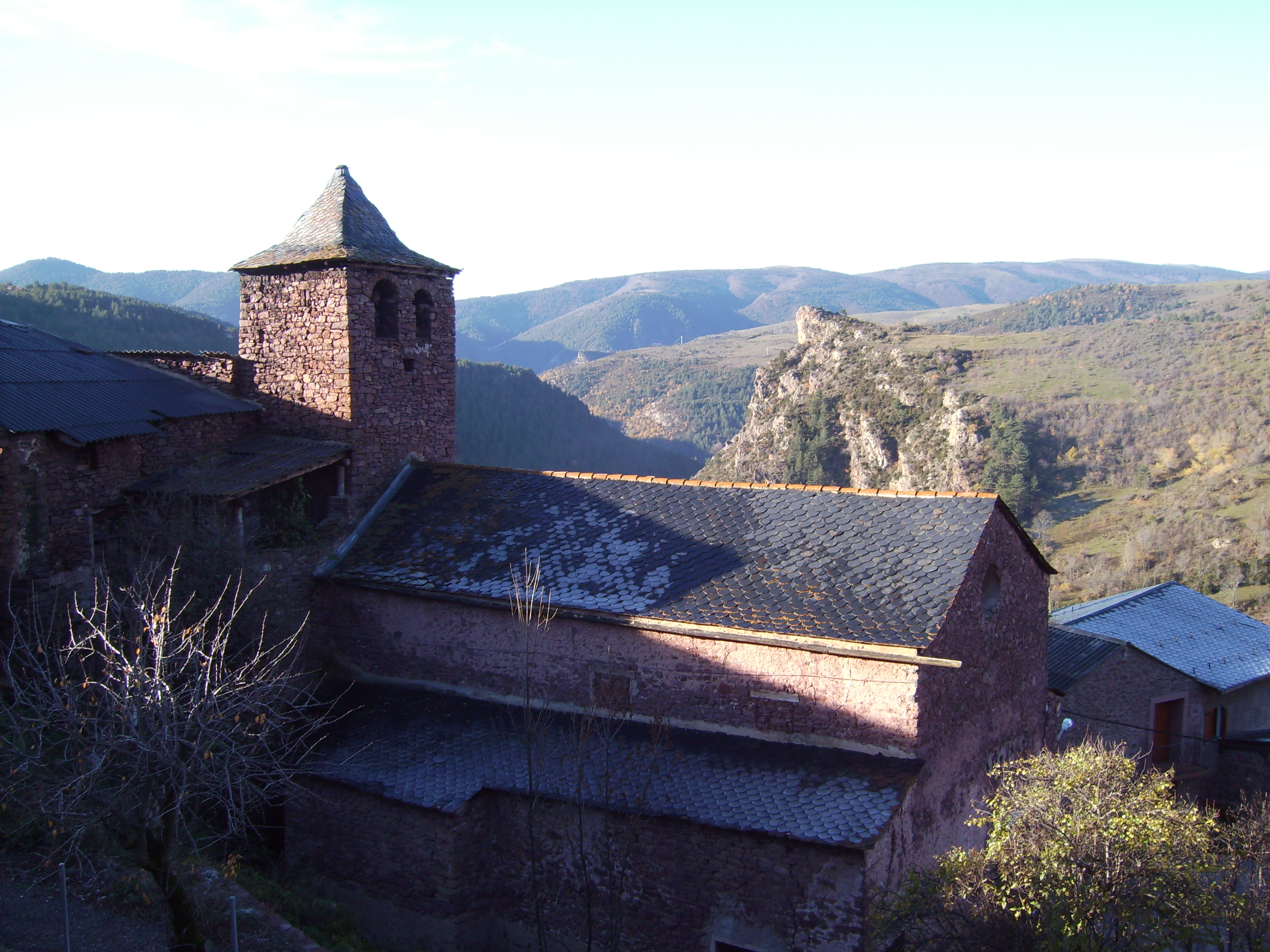
Església de Sant Fruitós
amb el Cap del Roc de fons

### L'església de Sant Fruitós
Consta d'un campanar de torre i alta nau, orientats al nord, i tres capelles laterals orientades a llevant.
Si bé ha estat reconstruïda, el seu origen és antic. S'esmenta en l'acta de consagració de la catedral d'Urgell i l'any 901 el bisbe Nantigís d'Urgell la consagra in villam que dicitur Equiles. S'encomana després al prevere Adeodat qui, sota la recomanació del bisbe, reedifica l'església, engrandint-la i dotant-la d'un cloquer.
Adeodat dona més tard al bisbe l'església i el seu alou, deixant un seguit d'ornaments i llibres litúrgics a Sant Fruitós.

### Portada de Sant Magí de Guils del Cantó
Porta d'entrada per grans dovelles de pedra blanca amb motllures gravades i decorades amb boles. És situada al poble de Guils en una casa del carrer que porta a l'església.
Portada en arc de mig punt, ressaltat per una motllura de mitja canya i adovellada, amb grans carreus, els quals contenen una sèrie de petits cercles gravats que conformen la seva decoració, en principi un cercle a cada carreu a excepció del que configura la clau de l'arc, que n'hi té tres. Aquest mateix carreu conté una creu llatina, també gravada, inscrita en un triangle invers.
Al poble es diu que la portada prové de l'antiga capella de Sant Magí, la qual estaria situada al despoblat de Sant Magí, que és mencionat a l'Spill l'any 1519 com a “lloc derrhuït y deshabitat, e no és memòria de hòmens l'agen vist poblat; vaga e tot és boscatges”.